# Uszty-Tarkai járás
Az Uszty-Tarka-i járás (oroszul Усть-Таркский район) Oroszország egyik járása a Novoszibirszki területen. Székhelye Uszty-Tarka.

## Népesség
- 1989-ben 15 405 lakosa volt.
- 2002-ben 14 670 lakosa volt.
- 2010-ben 12 307 lakosa volt, melyből 10 768 orosz, 801 német, 436 tatár, 64 ukrán, 41 kazah, 40 örmény, 35 fehérorosz, 19 azeri stb.